# キラメキの海を超えて
「キラメキの海を超えて」（キラメキのうみをこえて）は、桃宮いちご（中島沙樹）のキャラクターソング・シングル。2003年2月26日にインデックスミュージックより発売された。

## 概要
テレビ愛知・テレビ東京系列放映のテレビアニメ『東京ミュウミュウ』の主人公で中島沙樹演じる桃宮いちご/ミュウイチゴのイメージソング。
ディスクジャケットには、桃宮いちごの3つの姿（中学の制服、カフェ制服、ミュウイチゴ）が描かれている。

## 収録曲
1. キラメキの海を超えて [4:43]
作詞：清原明恵 / 作曲：横井公博 / 編曲：藤田宜久
  - テレビアニメ『東京ミュウミュウ』第47話挿入歌
2. rondo [4:16]
作詞：清原明恵 / 作曲：UZA / 編曲：藤田宜久
3. いちごと沙樹のストロベリートーク [4:45]
4. キラメキの海を超えて（オリジナル・カラオケ） [4:46]
5. rondo（オリジナル・カラオケ） [4:16]